# Днепровка (Башкортостан)
Днепро́вка (баш. Днөпровка) — деревня в Миякинском районе Республики Башкортостан Российской Федерации. Входит в состав Миякибашевского сельсовета. 

## География

### Географическое положение
Расстояние до:
- районного центра (Киргиз-Мияки): 19 км,
- центра сельсовета (Анясево): 14 км,
- ближайшей ж/д станции (Аксёново): 59 км.

До 2008 года деревня входила в состав Николаевского сельсовета.

## Население
| 2002 | 2009 | 2010 |
| ---- | ---- | ---- |
| 115  | ↘106 | ↘80  |

Национальный состав
Согласно переписи 2002 года, преобладающая национальность — русские (62 %).